# جدول سرعت انفجار مواد منفجره
در اینجا مجموعه ای از سرعت انفجار منتشر شده برای ترکیبات مختلف مواد منفجره را ملاحظه می‌کنید. سرعت انفجار سرعتی است که موج شوک انفجار از طریق انفجار تولید می‌کند. این یک شاخص کلیدی و مستقل قابل اندازه‌گیری از عملکرد انفجاری است، اما بستگی به چگالی دارد که همیشه باید مشخص شود و اگر ابعاد آزمایش به اندازه کافی بزرگ نباشد، ممکن است خیلی پایین باشد. در مواد منفجره مایع، مانند نیتروگلیسیرین، ممکن است دو سرعت انفجار وجود داشته باشد، که بسیار بالاتر از دیگری است. مقادیر سرعت انفجار ارائه شده در اینجا به‌طور معمول برای بالاترین تراکم عملی است که به حداکثر رساندن سرعت انفجار را قابل دستیابی می‌کند.
سرعت انفجار یک شاخص مهم برای انرژی کلی و قدرت انفجار است. فشار را می‌توان با استفاده از نظریه چپمن-جگویت از سرعت و تراکم محاسبه کرد.
| کلاس انفجار | نام انفجاری                          | اختصار                                                        | کلاس انفجارکلاس انفجارسرعت انفجار (m / s) | تراکم تست (g / cm³) |
| ----------- | ------------------------------------ | ------------------------------------------------------------- | ----------------------------------------- | ------------------- |
| غیر معدنی   | نیترات آمونیوم                       | AN                                                            | ۲۷۰۰                                      | ۱٫۷۳                |
| غیر معدنی   | آزید نقره ای                         |                                                               | ۴٬۰۰۰                                     | ۴٫۰۰                |
| غیر معدنی   | آنفو                                 | AN / FO                                                       | ۴۲۰۰                                      | ۱٫۳۰                |
| غیر معدنی   | فومیات جیوه                          |                                                               | ۴۲۵۰                                      | ۳٫۰۰                |
| آلیفاتیک    | هگزا متیلن تری پروکسید دیامین        | HMTD                                                          | ۴۵۰۰                                      | ۰٫۸۸                |
| غیر معدنی   | پرکلرات پتاسیم                       | KClO 4                                                        | ۴٬۶۰۰                                     | ۱٫۵                 |
| غیر معدنی   | آزید سرب                             |                                                               | ۴٬۶۳۰                                     | ۳٫۰۰                |
| آلیفاتیک    | نیترات اوره                          | سازمان ملل متحد                                               | ۴۷۰۰                                      | ۱٫۲۰                |
| معطر        | سرب استیفنات                         |                                                               | ۵٬۲۰۰                                     | ۲٫۹۰                |
| آلیفاتیک    | متیل اتیل کتون پراکسید               | MEKP                                                          | ۵٬۲۰۰                                     | ۱٫۱۷                |
| آلیفاتیک    | تری‌اکسید تری اکسیدید                 | AP یا TATP                                                    | ۵۳۰۰                                      | ۱٫۱۸                |
| غیر معدنی   | پرکلرات آمونیوم                      | AP                                                            | ۶٬۳۰۰                                     | ۱٫۹۵                |
| معطر        | اتیل پیترات                          |                                                               | ۶٬۵۰۰                                     | ۱٫۵۵                |
| معطر        | متیل پیترات                          |                                                               | ۶٬۸۰۰                                     | ۱٫۵۷                |
| آلیفاتیک    | نیترات متیل                          | MN                                                            | ۶٬۸۱۸                                     | ۱٫۲۲                |
| معطر        | تری نیتروکرزول                       |                                                               | ۶٬۸۵۰                                     | ۱٫۶۲                |
| معطر        | تری نیتروتولوئن                      | TNT                                                           | ۶٬۹۰۰                                     | ۱٫۶۰                |
| غیر معدنی   | نیکل هیدرازین نیترات                 | NHN                                                           | ۷٬۰۰۰                                     | ۱٫۷۰                |
| معطر        | دیازودینیتروفنل                      | DDNP                                                          | ۷٬۱۰۰                                     | ۱٫۶۳                |
| آلیفاتیک    | هگزانی تری دی فنیلامین               | HND                                                           | ۷٬۱۰۰                                     | ۱٫۶۴                |
| معطر        | آمونیاک پیکرت (Dunnite)              |                                                               | ۷٬۱۵۰                                     | ۱٫۶۰                |
| معطر        | کلرید پیکیریل                        |                                                               | ۷٬۲۰۰                                     | ۱٫۷۴                |
| معطر        | ۱٬۳٬۵-تریازیدو-۲٬۴٬۶-ترینیتروبنزن    | TATNB                                                         | ۷٬۳۰۰                                     | ۱٫۷۱                |
| معطر        | Trinitroaniline                      | TNA                                                           | ۷٬۳۰۰                                     | ۱٫۷۲                |
| آلیفاتیک    | نیتروگلیکول / اتیلن گلیکول دینیترات  | EGDN                                                          | ۷٬۳۰۰                                     | ۱٫۴۸                |
| آلیفاتیک    | نیترو سلولز                          | NC                                                            | ۷٬۳۰۰                                     | ۱٫۲۰                |
| معطر        | اسید پیکریک                          | TNP                                                           | ۷٬۳۵۰                                     | ۱٫۷۰                |
| معطر        | تری آمینوترینیتروبنزن                | TATB                                                          | ۷٬۳۵۰                                     | ۱٫۸۰                |
| معطر        | ۱٬۳٬۵-ترینیتروبنزن                   | TNB                                                           | ۷٬۴۵۰                                     | ۱٫۶۰                |
| معطر        | تتریل                                |                                                               | ۷٬۵۷۰                                     | ۱٫۷۱                |
| آلیفاتیک    | اتیلندینیتامین                       | EDNA                                                          | ۷٬۵۷۰                                     | ۱٫۶۵                |
| آلیفاتیک    | نیتروگلیسیرین                        | NG                                                            | ۷٬۷۰۰                                     | ۱٫۵۹                |
| آلیفاتیک    | اتیتریتول تترانیترات                 | ETN                                                           | ۸۱۰۰                                      | ۱٫۶۰                |
| آلیفاتیک    | نیتروگنادین                          | NQ                                                            | ۸٫۲۰۰                                     | ۱٫۷۰                |
| آلیفاتیک    | هتسنریت مانیتول                      | MHN                                                           | ۸٫۲۶۰                                     | ۱٫۷۳                |
| آلیفاتیک    | ۱٬۱-دیامینو-۲٬۲-دیینیتروتن           | DADNE, FOX-7                                                  | ۸٬۳۳۵                                     | ۱٫۷۶                |
| آلیفاتیک    | تترانیترات پنتا اریتتریول            | PETN                                                          | ۸٬۴۰۰                                     | ۱٫۷۰                |
| آلیفاتیک    | سیکلوتری متیلن تری نیترامین          | RDX                                                           | ۸٬۷۵۰                                     | ۱٫۷۶                |
| آلیفاتیک    | تترانیتروگلیکولوریل                  | TNGU, Sorguyl, Sorguryl                                       | ۹٬۱۵۰                                     | ۱٫۹۵                |
| آلیفاتیک    | تترانتریامین سیکلو تتراماتیلن        | HMX                                                           | ۹٬۴۰۰                                     | ۱٫۹۱                |
| آلیفاتیک    | هگزانیتروهگزاازایزوورتزیتان          | HNIW یا CL-20                                                 | ۹٬۵۰۰                                     | ۲٫۰۴                |
| آلیفاتیک    | هگزانیتروهگزا آزاتری سیکلودودکاندیون | HHTDD, DTNGU, Naza / Namsorguyl / uryl HnHaza / amTcDglcDuryl | ۹٬۷۰۰                                     | ۲٫۱۶                |
| معطر        | ۴٬۴'-دینیترو -۳٬۳'-دیازنفروکسان      | DDF                                                           | ۱۰٬۰۰۰                                    | ۲٫۰۲                |
| آلیفاتیک    | اکتانیتروکوبان                       | ONC                                                           | ۱۰٬۱۰۰                                    | ۲٫۰۰                |